# Plectorrhiza tridentata
Plectorrhiza tridentata är en orkidéart som först beskrevs av John Lindley, och fick sitt nu gällande namn av Alick William Dockrill. Plectorrhiza tridentata ingår i släktet Plectorrhiza och familjen orkidéer. Inga underarter finns listade i Catalogue of Life.